# Kaci Kullmann Five
Karin Cecilie "Kaci" Kullmann Five , née le 13 avril 1951 à Oslo et morte le 19 février 2017 dans la même ville, est une femme politique norvégienne, membre du Parti conservateur. Elle est députée de 1981 à 1997, Ministre du Commerce extérieur et de la Marine au Ministère des Affaires étrangères de 1989 à 1990, et dirige le Parti conservateur de 1991 à 1994. Elle quitte la politique en 1997, et se consacre alors à sa carrière dans le secteur privé. Elle dirige un cabinet de conseil et est membre du conseil d'administration de Statoil et d'autres entreprises.
Elle est élue par le Storting membre du Comité norvégien du prix Nobel en 2003, puis devient membre du conseil d'administration de la Fondation Nobel en 2009. Elle préside le Comité Nobel de 2015 à sa mort, étant alors responsable de l'attribution du Prix Nobel de la Paix.

## Biographie
Kaci Kullmann Five est née Karin Cecilie Kullmann, naît et vit son enfance à Bærum, dans la banlieue d'Oslo. le 13 avril 1951. Elle est la fille d'un dentiste, et adopte le surnom "Kaci". Elle suit des études de droit, de langue française et de sciences politiques, et est diplômée en sciences politiques à l'Université d'Oslo en 1981. Avant de débuter en politique, elle est consultante à la Confédération de l'entreprise norvégienne (Næringslivets Hovedorganisasjon). En 1972, elle épouse Carsten O. Five, ancien rédacteur en chef du magazine Dine Penger. Ils ont deux enfants.
Au début de l'année 2014, on lui diagnostique un cancer du sein Alors que son pronostic initial était bon, la maladie s'est aggravée. Elle meurt le 19 février 2017, à l'âge de 65 ans.

## Carrière politique
Kaci Kullman Five est membre du conseil municipal de Bærum entre 1975 et 1981 et est par la suite directrice du Comité exécutif pour l'Éducation. De 1977 à 1979, elle est la première femme Présidente des Jeunesses conservatrices norvégiennes[réf. nécessaire].
Elle est députée au Parlement norvégien (le Storting) de 1981 à 1997. Elle est vice-Présidente de l'Opposition conservatrice de 1986 à 1989, et de 1990 à 1991. De 1982 à 1988, elle est également vice-Présidente du Parti. Elle est Ministre du Commerce extérieur et de la Marine dans le Gouvernement Syse de 1989 à 1990. En 1991, elle est élue présidente du Parti conservateur, succédant à Jan Peder Syse. Elle en démissionne au bout de 4 ans, en 1994.

## Après la politique
Après avoir quitté le parlement en 1997, Kaci Kullmann Five devient directrice générale d'Aker RGI jusqu'en 2001. À partir de 2002, elle est consultante indépendante. Elle est membre du Conseil d'administration de plusieurs grandes entreprises, comme Statoil, la première société pétrolière norvégienne, Scheiblers Legacy, SOS Kinderdorf Norway et P4 Radio Hele Norge.

## Implication au comité Nobel
Kaci Kullmann Five est élue par le Storting membre du Comité Nobel norvégien, qui décerne le Prix Nobel de la Paix, de 2000 à 2003. En 2003, elle en devient l'un des cinq membres réguliers, et est réélue par la suite. En mars 2015, elle est par le comité à sa présidence, succédant à Thorbjørn Jagland. à partir de 2009, elle est l'un des sept membres du conseil d'administration de la Fondation Nobel, qui gère les cinq Prix Nobel.
En tant que membre du Comité norvégien du prix Nobel, elle est impliquée dans l'attribution du Prix Nobel de la Paix à, entre autres, Shirin Ebadi, Al Gore, Martti Ahtisaari, Barack Obama, Liu Xiaobo et l'Union européenne. Elle a critiqué la République populaire de Chine pour son traitement du prix Nobel Liu Xiaobo, exigeant que le régime communiste le relâche et « arrête de persécuter sa femme ».

## Publications
- Erfaringer med etableringsloven. dissertation de sciences politiques, University of Oslo, 1981.
- Det nye Europa, avec Jan Petersen. Oslo: Conservative Party of Norway, 1990.
- Avslutningstale på Høyres landsmøte 1991. Oslo: Conservative Party of Norway, 1991.
- « Norges plass i europeisk samarbeid ». In: Norsk militært tidsskrift, no. 12, 1992.